# Tracey E. Bregman
Tracey E. Bregman (München (West-Duitsland), 29 mei 1963) is een Amerikaanse actrice. Tot haar tiende woonde ze met haar familie in Groot-Brittannië, daarna verhuisde ze naar Californië. Ze is vooral bekend van soapseries.
Van 1978 tot 1980 speelde ze de rol van Donna Temple in Days of our Lives, maar haar meest bekende rol nam ze in 1983 op als Lauren Fenmore in The Young and the Restless. Ze bleef bij de serie tot 1995, daarna verliet ze Genoa City om naar Los Angeles te gaan en in zusterserie The Bold and the Beautiful dezelfde rol op te nemen tot 1998. Vanaf 2001 verscheen ze weer in The Young and the Restless maar niet op een contractbasis zoals vroeger maar meer op een losse basis. De laatste tijd komt ze echter weer veel in beeld. Van tijd tot tijd maakt ze ook nog een gastoptreden in Los Angeles. 
Sinds 1987 is ze met Ronald Recht gehuwd, ze hebben 2 kinderen: Austin (1991) en Landon Reed (1996).